# Canal 4 (El Salvador)
Canal 4  es un canal de televisión abierta salvadoreño de programación deportiva y noticiaria lanzado fundado el 4 de diciembre de 1958, e inició sus operaciones el 4 de enero de 1959. Es propiedad de Telecorporación Salvadoreña.

## Historia
El 4 de diciembre de 1958, empieza la transmisión del segundo canal privado del país: Canal 4. Se mantiene como canal independiente hasta el siguiente año, pues se une a Canal 6 y forman Telecentro. Canal 4 inicia sus transmisiones con una variedad de programas en vivo, por lo que necesita una gran inversión y manejo de capital para su producción. Cierra sus puertas por primera vez en 1963, apenas 5 años después de haber salido al aire. En julio de 1966, se realiza un relanzamiento de Canal 4 y se firma un contrato de arrendamiento con la sociedad YSU.
En 1974, Canal 4 da paso al formato a color. Debido a la crisis política de esa época, la programación contaba con la transmisión de géneros como entretenimiento y no de información del acontecer nacional. A partir del Mundial España 1982, el canal se encarga de emitir eventos deportivos como su programación principal. El 27 de abril de 1992, el canal estrena su primer espacio informativo llamado Noticias 4 Visión.
Durante el Mundial Francia 1998 ocurrió una batalla jurídica contra el canal, ya que Telecorporación Salvadoreña había adquirido los derechos de todos los partidos, tanto para televisión y radio, pero solo los transmitía por canal 4 en vez de usar el resto de canales de los cuales es dueño. TCS demandó a los canales 12 y 21 por usar las imágenes de los partidos en sus noticiarios, mientras que estos argumentaron la libertad de hacerlo por el derecho a la información. Sin embargo, el 11 de julio de 2002 hubo un incendio sobre sus instalaciones y los de TCS Noticias por la causa el cortocircuito, tanto que las transmisiones salieron al aire por más de 3 horas; casi todos los materiales antiguos de Canal 4 fueron quemados, y 180 empleados fueron afectados. El fuego se controló aunque por falta de agua que la Administración Nacional de Acueductos y Alcantarillados (ANDA) llegaron a auxiliar con 40 bomberos y ocho unidades, y la transmisión volvió al aire en la noche de ese mismo día del incendio.
En 2007, Sky México compró las operaciones centroamericanas de DirecTV y renegoció los derechos de transmisión de varios eventos deportivos de los que DirecTV tenía exclusividad, como la Primera División de España. Esto originó la cancelación de contratos vigentes con todos los canales de señal abierta centroamericanos en abril de 2009.

## Eslóganes
| Periodo       | Eslogan                                       |
| ------------- | --------------------------------------------- |
| 1972-1985     | Todo lo mejor                                 |
| 1982-presente | Tradición en deportes (Especiales Deportivos) |
| 1985-1990     | Viva el cuatro                                |
| 1990-1992     | Sí se ve                                      |
| 1993-1994     | La diferencia                                 |
| 1995-presente | Sintonízate                                   |

## Programación
La programación diaria de Canal 4 consiste en programas de Entretenimiento, Comedias, Telenovelas, Series Biográficas, Peliculas Mexicanas y Deportes de Televisa; como segundo plano se da la transmisión de noticieros. La mayoría de programas se compran a TelevisaUnivision (Las Estrellas).

## Eventos transmitidos
| Torneo/Evento                   | Organización                             | País/Continente Desarrollador             |
| ------------------------------- | ---------------------------------------- | ----------------------------------------- |
| Primera División de El Salvador | Federación Salvadoreña de Fútbol         | El Salvador                               |
| Copa Mundial de Fútbol          | FIFA                                     | Internacional                             |
| Copa América                    | CONMEBOL                                 | América del Sur                           |
| Liga CONCACAF                   | CONCACAF                                 | América del Norte, Central y Las Antillas |
| Liga De Naciones                | CONCACAF                                 | América del Norte, Central y Las Antillas |
| Copa de Oro                     | CONCACAF                                 | América del Norte, Central y Las Antillas |
| Eurocopa                        | UEFA                                     | Europa                                    |
| Liga de Campeones de UEFA       | UEFA                                     | Europa                                    |
| UEFA Europa League              | UEFA                                     | Europa                                    |
| Liga MX                         | Federación Mexicana de Fútbol            | México                                    |
| Moto GP                         | Federación Internacional de Motociclismo | Internacional                             |
| Copa El Salvador                | Federación Salvadoreña de Fútbol         | El Salvador                               |
| Bundesliga                      | Deutsche Fußball Liga                    | Alemania                                  |
| Grandes Ligas de Béisbol        | Major League Baseball                    | Estados Unidos                            |